# Monotaxis (cá)
Monotaxis là một chi cá trong họ Cá hè.

## Các loài
Chi này hiện hành có các loài sau:
- Monotaxis grandoculis (Forsskål, 1775) - Cá tráp răng tròn.
- Monotaxis heterodon (Bleeker, 1854) (Redfin emperor)

## Hình ảnh

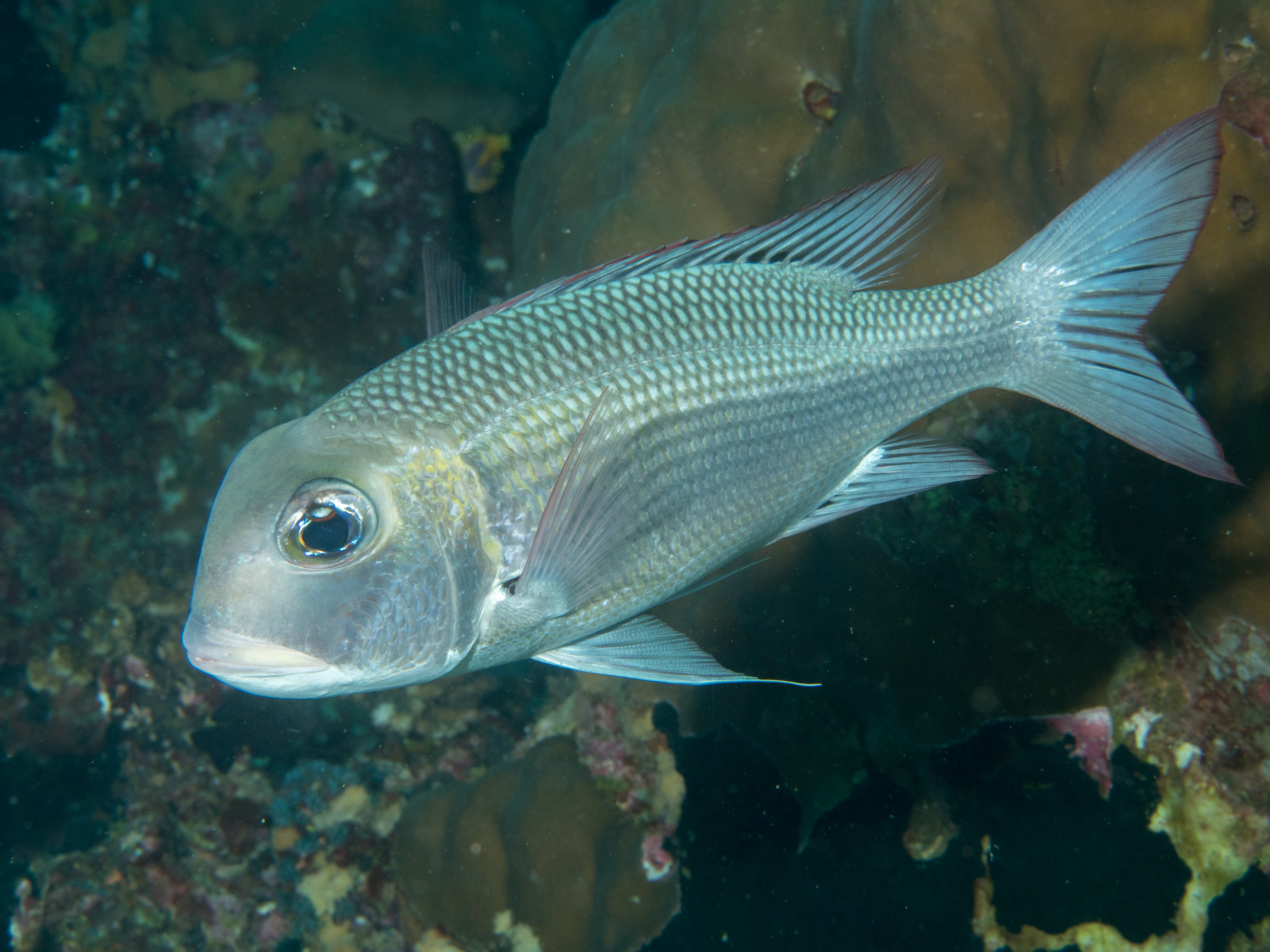
Monotaxis grandoculis
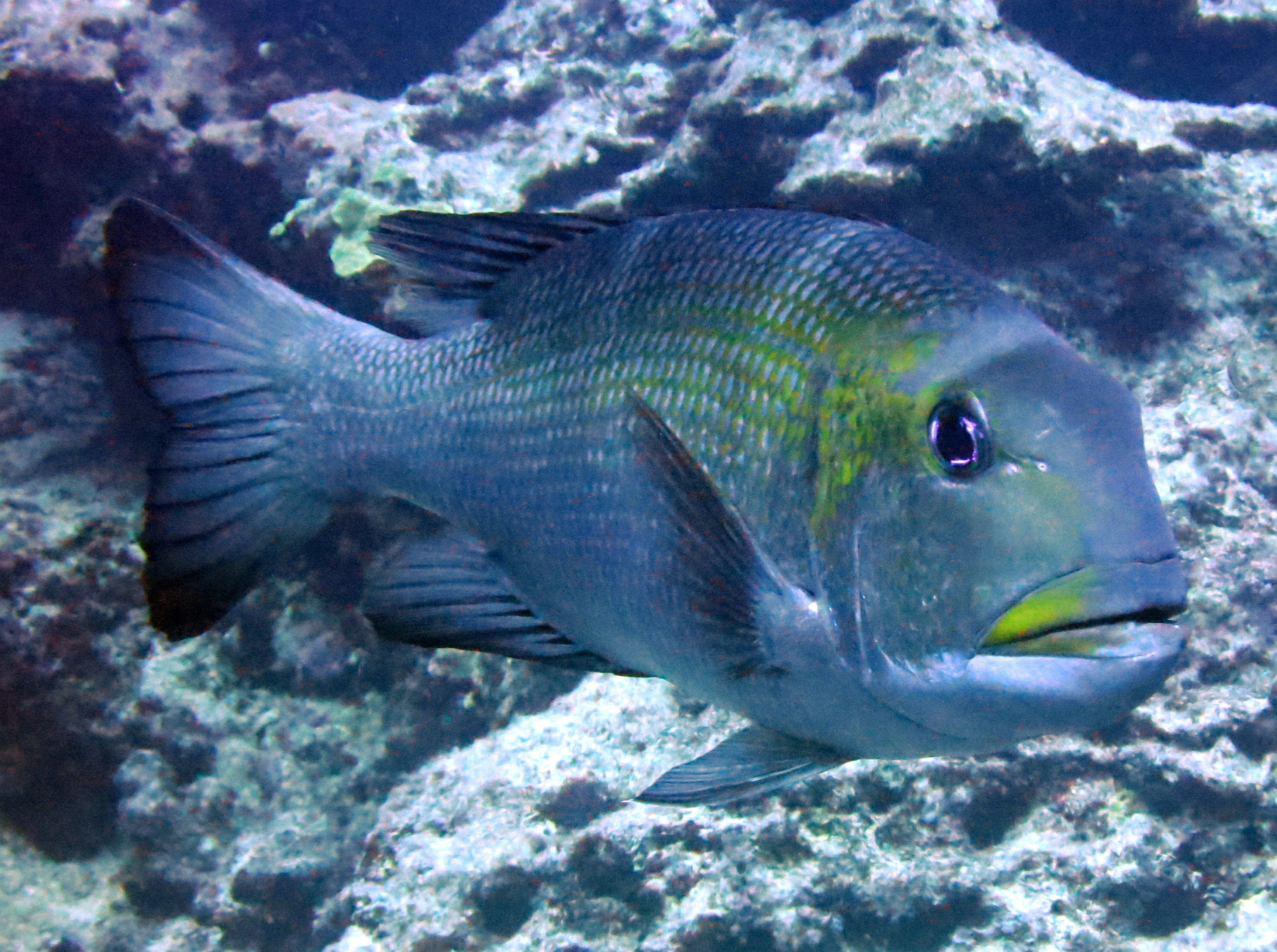
Monotaxis grandoculis
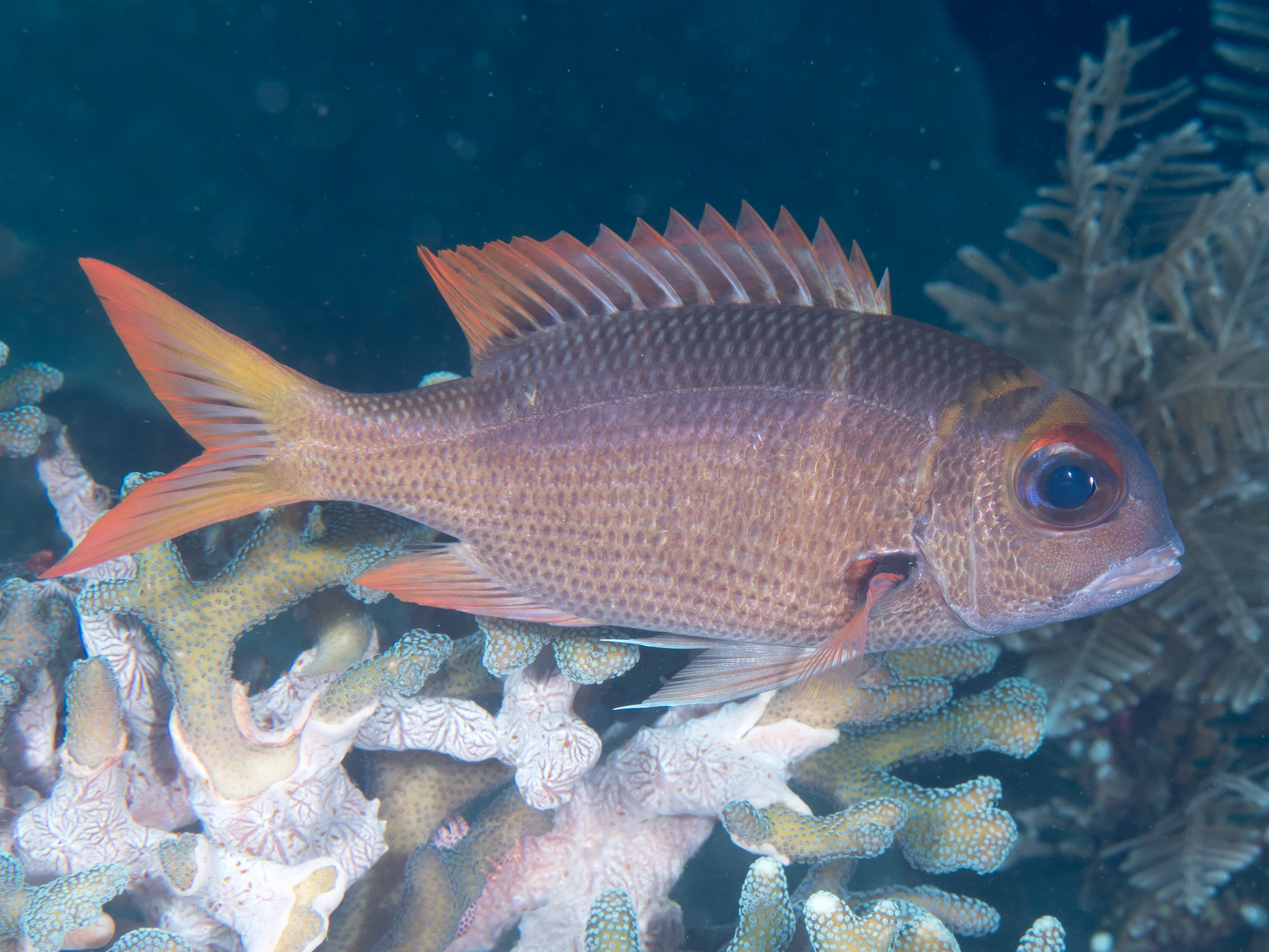
Monotaxis heterodon
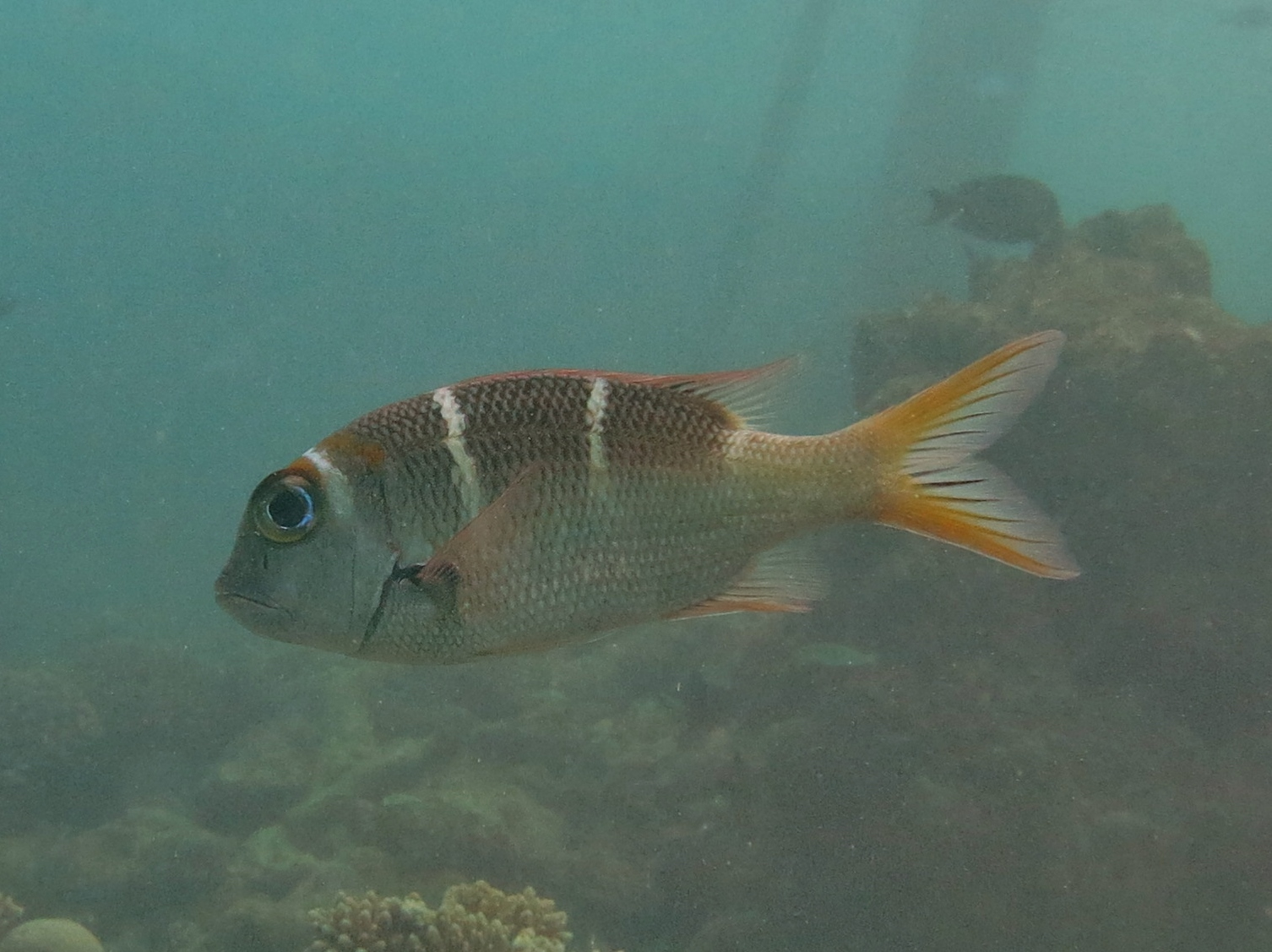
Monotaxis heterodon